# Махон-Бей
Махон-Бей — город на северо-западном берегу залива Махон на южном берегу Новой Шотландии в округе Луненбург. Известен как популярное место для туризма, в последнее время приобрел репутацию также как города для предпринимателей и начинающих бизнесов. Согласно переписи 2016 года, в городе наблюдается самый быстрый рост населения среди муниципалитетов Новой Шотландии, прирост населения составил 9,9 %.

## История
В 1605 году французские колонисты основали первое постоянное европейское поселение в будущей Канаде (и первое к северу от Флориды) в Порт-Ройяле, таким образом положив начало своей колонии Акадия. Выживание акадских поселений было основано на успешном сотрудничестве с коренными народами региона. Хотя на короткое время была предпринята попытка также основать французскую колонию в Ла-Хаве (LaHave), она потерпела неудачу К моменту британской экспансии вдоль атлантического побережья Новой Шотландии существовало лишь несколько небольших французских посёлков.
После начала войны отца Ле Лутра, 5 октября 1749 года, губернатор Эдвард Корнуоллис послал командира Уайта с войсками на 20-пушечном шлюпе « Сфинкс» в акадский посёлок Мирлигеш и разрушил его. В 1753 году, через три года войны отца Ле Лутра, Джон Крейтон и Жан-Батист Моро (священник) возглавили группу иностранных протестантов, дислоцированных в Галифаксе, чтобы вновь заселить Мирлигеш, назвав новую британскую колонию Луненберг. Бухта Махон была заселена британцами вскоре после основания Луненбурга.
Первые поселенцы на полуострове Луненбург, включая современную деревню Махон-Бей, были протестантами, прибывшими из Германии, Швейцарии и французского региона Монбельяр.
Во время Семилетней войны (которая включала изгнание акадийцев) индейцы вместе с акадийцами (католиками) совершили девять набегов на протестантов-поселенцев на полуострове Луненбург. Один такой рейд произошел 24 августа 1758 года в деревне Махон-Бей, когда восемь микмаков напали на дома семей Лей и Брант. В ходе рейда они убили трех человек, но микмакам не удалось снять с них скальпы, что было обычной практикой для получения оплаты от французов.
Во время войны 1812 года, американская каперская шхуна Young Teazer попала в английскую ловушку, которую ей устроил у берегов залива Махон корабль HMS Hogue. Чтобы избежать захвата, член экипажа Young Teazer уничтожил свой собственный корабль, при этом погибла большая часть команды.
В XIX веке город процветал благодаря деревянному судостроению. В то время как судостроение пришло в упадок с появлением стальных и паровых судов, залив Махон стал известен своим судостроением. Первая и Вторая мировые войны на короткое время возродили местное судостроение в связимс потребностью в постройке шхун, буксиров и барж. После войны верфь стала известна инновационным производством лодок из формованной фанеры. Позже компании Paceship Yachts и McVay Fiberglass Yachts изготавливали здесь парусники из стекловолокна, такие как Paceship 20, спроектированный в 1970 году.

## Настоящее время

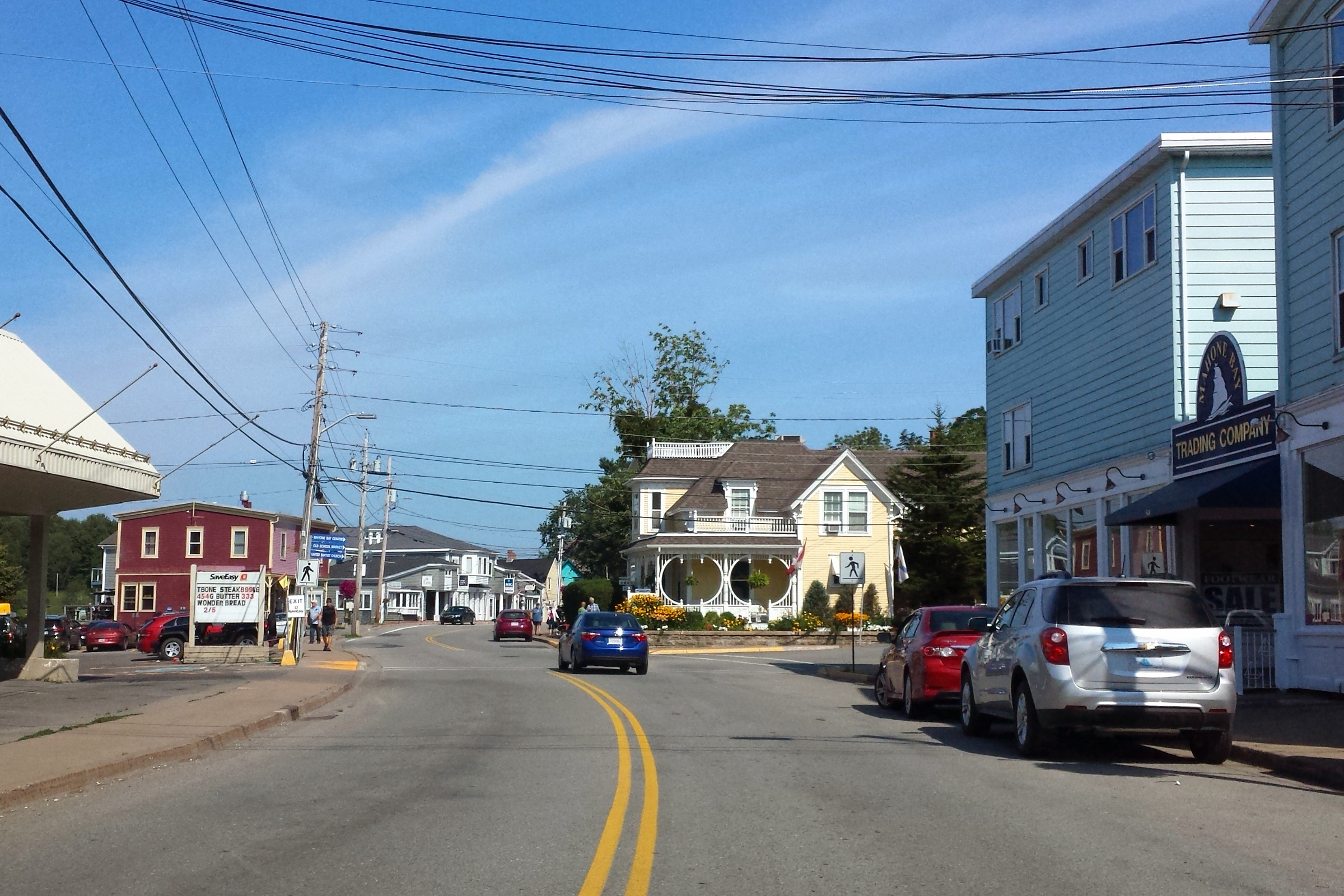
Центр города Махон-Бей

Музей Махон-Бей содержит подробную экспозицию об истории деревянного судостроения в этом городе. До недавнего времени регулярно проводился Фестиваль деревянных судов в заливе Махон.
Со стороны гавани открывается вид на три церкви города: англиканскую церковь Св. Иакова; Евангелическо-лютеранскую церковь Св. Иоанна; и Церковь Троицы Объединённой церкви Канады. Город имеет культовый статус в Новой Шотландии, его часто фотографируют и размещают на открытках и календарях. В городе есть ряд высококлассных магазинов и ресторанов, которые почти всегда предназначены для привлечения туристов и иногда закрываются в зимние месяцы[стиль]. В городе также есть завод пластмассовых изделий.

## Демография
По данным переписи населения 2016 года, проведенной Статистическим управлением Канады, в городе Махон-Бей было зарегистрировано 1036 человек, проживающих в 501 из 571 частных домов, то естьна 9,9% больше, чем 943 жителей в 2011 году.